# Klenovice na Hané
Klenovice na Hané é uma comuna checa localizada na região de Olomouc, distrito de Prostějov.